# Binche
Binche ist eine belgische Gemeinde in der Provinz Hennegau in Wallonien. 1977 wurden die Gemeinden Bray, Buvrinnes, Epinois, Leval-Trahegnies, Péronnes-lez-Binche, Ressaix und Waudrez mit Binche zusammengeschlossen.
- PTB: 2
- PS: 20
- Ecolo: 0
- LE: 1
- MR: 8

- PTB: 2
- PS: 85
- Ecolo: 2
- UNION: 44
- LE: 2
- MR – LE: 5
- MR: 15

- PS: 85
- UNION: 44
- MR: 15
- MR – LE: 5
- LE: 2
- Ecolo: 2
- PTB: 2

## Geschichte
Die Stadt wurde zu Beginn des 12. Jahrhunderts von Yolande von Geldern, Witwe des Herzogs Balduin III. von Hennegau, gegründet. Deren Sohn Balduin IV. befestigte die Stadt, welche wie Maubeuge und Le Quesnoy als Grenzfestung gegen Frankreich diente. Als Gründungsjahr der Stadt gilt in der belgischen Geschichtsschreibung das Jahr 1124: In einer Urkunde (charte) des Bischofs von Cambrai wird „Bincium“ erstmals erwähnt (www.binche.be). Zu Recht gilt die Kirche des Stadtteils Waudrez als Binches Mutterkirche (paroisse-mère), denn Waudrez ist viel älter als Binche: 779 erscheint Waudrez in einer Urkunde König Karls I., 844 in einer Urkunde Kaiser Lothars I. und 906 in einer Urkunde König Ludwigs des Kindes (Regnum Francorum online, D_K_I, 124, D_Lo_I, 086, D_LK 050). Waudrez könnte das römische „Vogdoriacum“ sein, das sich an der Römerstraße von Bavay nach Köln entwickelte, worauf sich aber die Historiker lange nicht einigen konnten. Seit 1976 sind Reste römischer Besiedlung in einem Museum ausgestellt.

1254 berichten Urkunden, dass Johann von Avesnes, Graf des Hennegaues, Binche besetzt hält (Regesta Imperii V,1,2,5196). Binche könnte damals schon Stadtrechte bekommen haben. Es wurde, wie die meisten anderen Orte der Umgebung, 1246 in den „Flämischen Erbfolgekrieg“ hineingezogen, den die Könige Ludwig IX. von Frankreich und Wilhelm von Holland (deutscher König 1254–1256) erst 1254 beenden konnten. Im 14. Jahrhundert wurde die Stadtmauer auf ihre heutige Ausdehnung erweitert. 

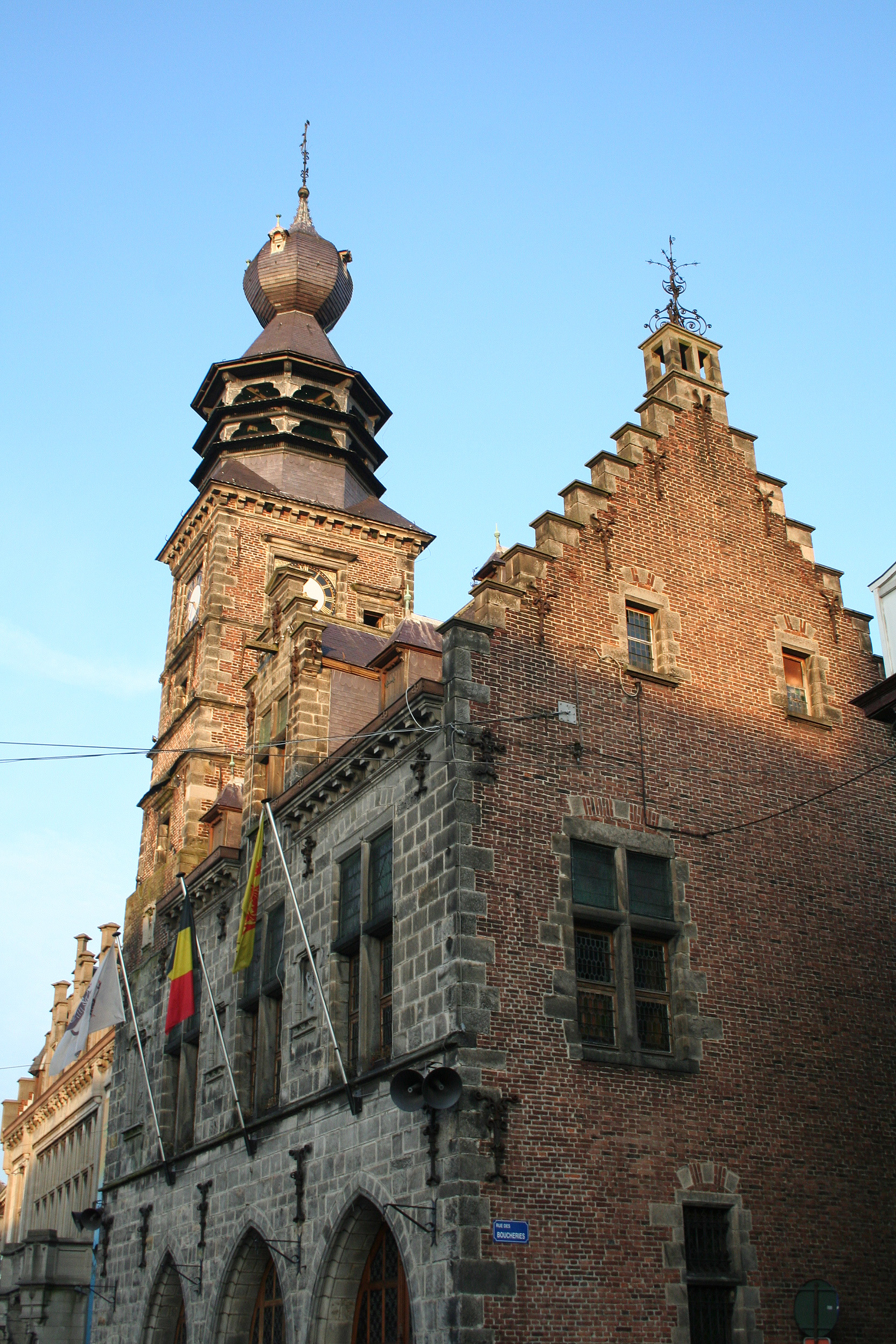
Binche, Rathaus mit Belfried

1409 wurden die Reliquien des heiligen Ursmar aus der Abtei Lobbes im Fürstentum Lüttich nach Binche gebracht. Die Kirche Notre Dame wurde die Stiftskirche Saint-Ursmer.
Der Wohlstand der Stadt erreichte seinen Gipfel unter Kaiser Karl V., der unter anderem auch den Titel des Herzogs des Hennegau führte. Seine Schwester Maria von Ungarn, herrschte nach dem Tode ihres Gatten Ludwig II. von Böhmen und Ungarn als Statthalterin über die Niederlande und hielt sich öfters in Binche auf. Aus dieser Zeit stammt ein prächtiger Renaissancepalast.
1554 war die Periode dieses Wohlstands zu Ende: Der Palast, die Stadt und das Umland wurden durch die Truppen des Königs Heinrich II. von Frankreich geplündert. Bis zum Beginn des 18. Jahrhunderts war der Hennegau Ort wiederholter militärischer Auseinandersetzungen zwischen den Königreichen Frankreich und Spanien.
Erst mit der industriellen Revolution nahm der Wohlstand wieder zu. Es entstanden Kohlegruben, deren Halden auch heute noch das Landschaftsbild prägen. Dazu kamen Ziegeleien, Gerbereien, Glasereien, Brauereien, Kalköfen und Seifensiedereien. Tausende Menschen arbeiteten in Heimarbeit als Spitzenklöpplerinnen, Schuster und Schneider. Die Post und der Bahnhof stammen aus dieser Zeit.
Nach dem Zweiten Weltkrieg wurde die Stadt von der Textilindustrie beherrscht. Mit deren Niedergang in den 1970er Jahren sank auch der Wohlstand der Stadt wieder.

## Sehenswürdigkeiten

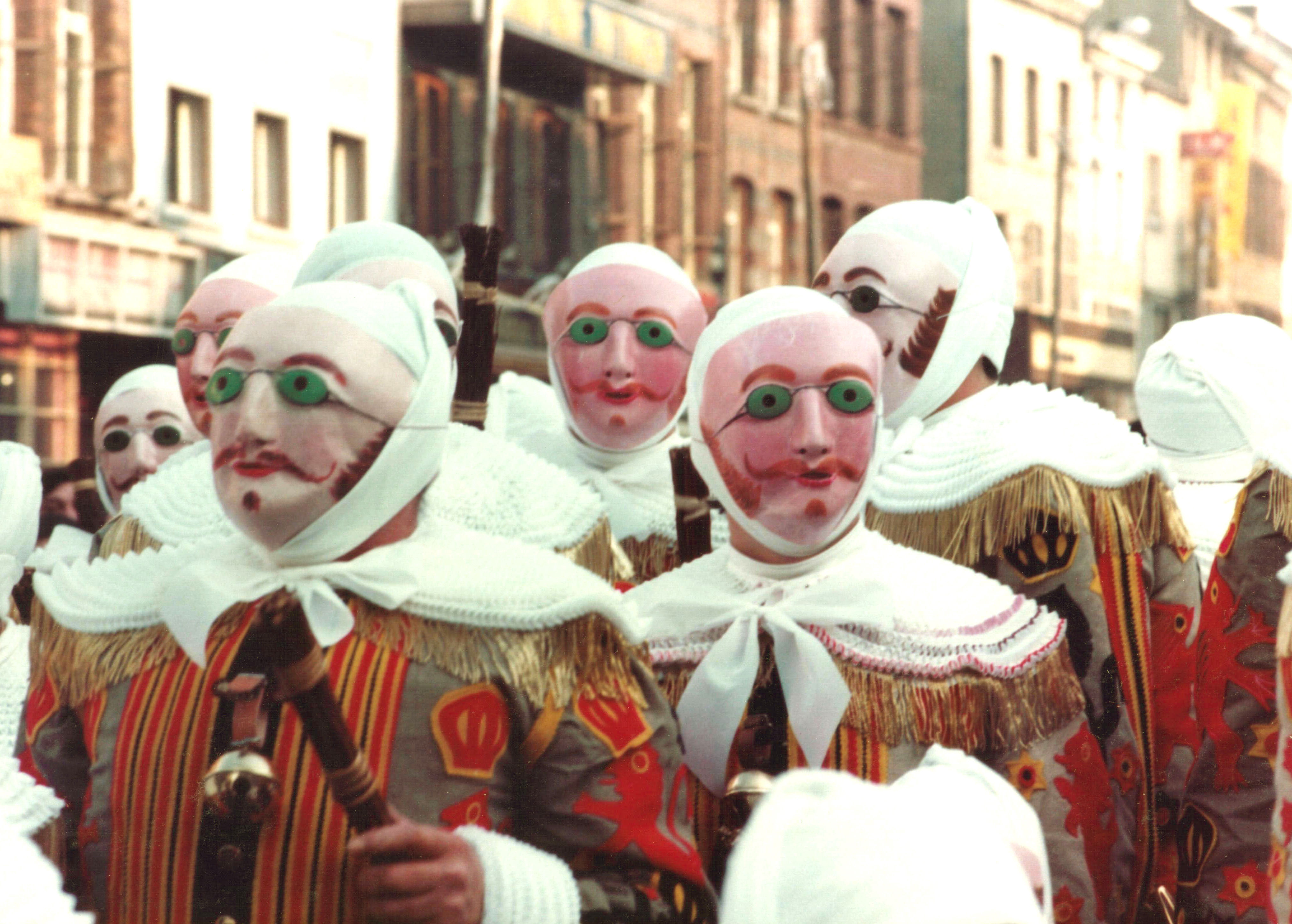
„Gilles“ von Binche

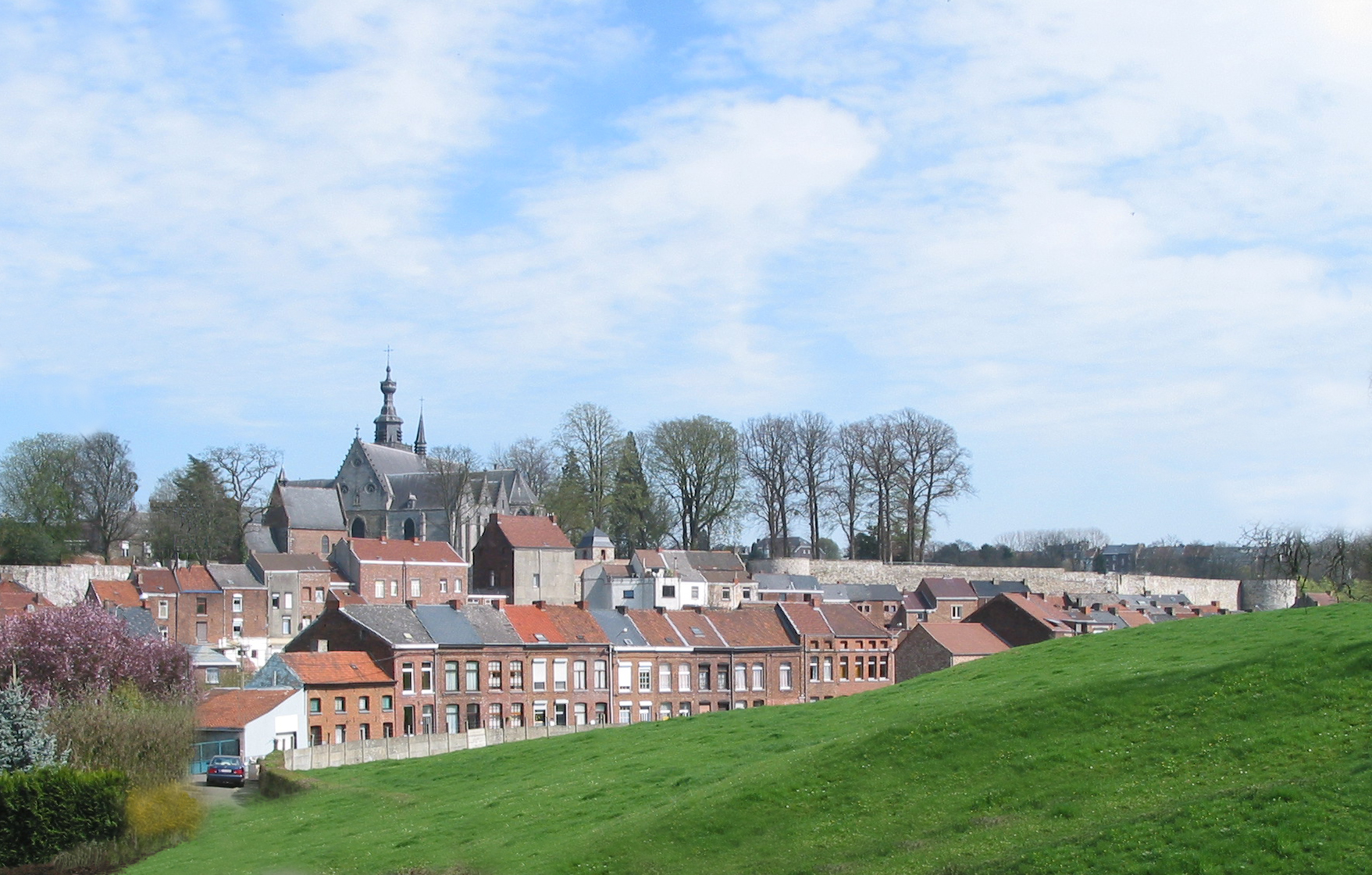
Binche; im Hintergrund die Kirche Saint-Ursmer, dahinter die Spitze des Belfrieds, rechts hinten Reste der Stadtmauer

### Karneval
Der Karneval von Binche ist das bekannteste Ereignis der Stadt. Er wurde 2003 von der UNESCO in die Liste der Meisterwerke des mündlichen und immateriellen Erbes der Menschheit (seit 2008 Repräsentative Liste des immateriellen Kulturerbes der Menschheit) aufgenommen. Er ähnelt der alemannischen Fasnacht. Der erste Umzug fand bereits 1395 statt. Dass der erste Umzug angeblich 1549 stattfand, als die schon erwähnte Maria von Ungarn zu Ehren ihres Bruders als Inka verkleidete Hofdamen durch die Straßen ziehen ließ, wobei hierbei auch echte Indianer dabei gewesen sein sollen, gilt heute in der Forschung als unhaltbar.

### Belfried
Der aus dem 14. Jahrhundert stammende Belfried des Rathauses von Binche ist Teil des UNESCO-Welterbes „Belfriede in Belgien und Frankreich“.

### Weiteres
- In der Stiftskirche Saint-Ursmer aus dem 12. bis 15. Jahrhundert befindet sich eine hölzerne Pietà von 1511.
- In der Stadt sind noch Reste der ehemaligen Stadtbefestigung zu sehen.
- In Binche gibt es das Internationale Karneval- und Maskenmuseum.

## Sport
Von 1911 bis 1996 wurde mit Unterbrechungen das Radrennen Binche–Tournai–Binche ausgetragen. Seit dem Jahre 2010 wird es wieder veranstaltet, in der UCI-Kategorie 1.1., und trägt in Erinnerung an den 2009 verstorbenen belgischen Radsportler zusätzlich den Namen Mémorial Frank Vandenbroucke.

## Söhne und Töchter der Stadt
- Louis Canivez (1837–1911), Komponist und Dirigent
- Omer Taverne (1904–1981), Radrennfahrer, geboren in Waudrez
- Georges Sion (1913–2001), Dramatiker
- Albert Dubuisson (1918–1974), Radrennfahrer
- Germain Gigounon (* 1989), Tennisspieler